# 日本國鐵211系電力動車組
日本國鐵211系電力動車組是日本國有鐵道（日本國鐵）設計及製造的直流用近郊型電力動車組，於1985年投入服務。國鐵於1987年民營化和分割後，這款列車被配屬予東日本旅客鐵道（JR東日本）、東海旅客鐵道（JR東海）和西日本旅客鐵道（JR西日本）。

## 概要
自1962年起，日本國鐵已開始製作及使用直流近郊型電車。分別在1962年及1963年投入服務的111、113系及115系一直服務至1980年代，列車老化問題嚴重，故日本國鐵設計了211系以取代原有的近郊形電車。
相對於上一代近郊形電車（111、113、115系），211系是一個全新設計。211系採用了輕量不鏽鋼製車身、無枕梁轉向架、電傳操縱空氣制動、再生制動等技術，以達到節能及減低維修開支。通過提高動力組的牽引性能，降低電動車比例，設計為25‰以下坡度的列車採用動車比2:3的編組也能正常營運，以達到最終節省製作及營運成本的目的。根據以上設計製造的211系，其2M3T編組的性能甚至可超越以2M2T編組的上一代113系或115系近郊形電車。

## 形式

### 日本國鐵時代製造的型式
Kumoha 211 (クモハ211形) (Mc)
奇數（北/東）方向車頭動力車卡，與Moha210一組組成動力單元，搭載了受電弓、牽引電機及主控制器。
Moha 211 (モハ211形) (M)
與モハ210一組組成動力單元的中間動力車卡，搭載了受電弓、牽引電機及主控制器。相此Kumoha 211形省略了駕駛室，在日本國鐵民營化時，所有列車均由 JR 東日本繼承。 即使民營化後，JR 東日本仍繼續生產 2000 番台。
Moha 210 (モハ210形) (M')
是一款與Kumoha 211或Moha 211為一體的中間動力車卡，搭載電動發電機（MG）和空壓機（CP）。
Kuha 211 (クハ211形) (Tc)
奇數（北/東）方向車頭駕駛室的無動力車卡，所有列車均由 JR 東日本繼承。 即使民營化後，JR 東日本仍繼續生產 2000 番台。
Kuha 210(クハ210形) (Tc')
偶數（南・西）方向車頭駕駛室的無動力車卡，所有編成都會連結此車箱。
Saha 211 (サハ211形) (T)
中間無動力普通車卡。根據內部、安裝設備、營運線路等的不同，也分為0番台、1000番台、2000番台和3000番台。 本系列中生產的數量最多。 在 JNR 分裂和私有化時，它被 JR 東日本和 JR 東海接管。 私有化後，JR 東日本製造 2000 和 3000 番台，JR 東海製造 5000 番台。
Saro 211 (サロ211形) (Ts)
綠色車廂中間無動力車卡。廁所和洗手間設置在近雙數（南和西），在日本國鐵民營化時，所有列車均由 JR 東日本接管。水箱安裝在車底。當初與Saro 210 一組，民營化後與新製造的Saro 212系列重新組合成一對。晚年轉到高崎線營運時，進行了抗寒防雪工作，編號改為1000番台。
Saro 210 (サロ210形) (Ts')
綠色車廂中間無動力車卡。指揮室和乘務員室安裝在近奇數（北和東）。在日本國鐵民營化時，所有列車均由 JR 東日本接管。當初與Saro 211 一組，民營化後與新製造的Saro 213系列重新組合成一對，同時改變車卡方向。晚年轉到高崎線營運時，進行了抗寒防雪工作，編號改為1000番台。

### JR化後製造的型式
Kumoro211 (クモロ211形) (Msc)
JR西日本製造設駕駛室的綠色車廂車頭動力車卡
Moro210 (モロ210形) (Ms')
JR西日本製造綠色車廂中間動力車卡
Saro 213 (サロ213形) (Tsd)
JR東日本製造的中間無動力車卡的綠色車廂。為窄軌路線上的第一輛雙層車出現。 廁所和盥洗室設置在神戶方向（南部）。 由於大部分都是和Saro 210組成一對的，所以是與Saro 212時反方向連接的。 因此結構對應兩個行車方向（Saro 213-7和8除外）。 還有113系的改裝車。
Saro 212 (サロ212形) (Tsd')
JR東日本製造的中間無動力車卡的綠色車廂。 它與Saro 213型同時出現。 東京方向（北部）設有指揮室和乘務員室。 他們中的大多數都與 Saro 211 組成一對的。 還有113系的改裝車。

## 番台劃分

### 0 / 2000番台（溫暖地區規格車）
211系列基本格式。是溫暖地區的規格車，0番台是半對向式座位車，2000番台除了洗手間對面的部分，都是橫向長座。 0.2000番台均有在東京地區投入服務，在名古屋地區只有0番台投入服務。

#### 東京地區用
在日本國鐵時代，製造6組用於 東海道線東京段包括兩節的綠色車廂 10 節車廂基本編成（TcTMM'TTsTs'MM' Tc') 和5組 2000番台 5 節車廂編成 (TcTMM'Tc') ，合計共 85 節車廂，並放置在田町電車區（後來的 田町車輛中心）。 1986 年 3 月 3 日（昭和 61 年）修改時刻表時開始商業運營

#### 名古屋地區用
1986 年 11 月國鐵民營化前一年修改時刻表時，東海道線的快速列車數量增加，名古屋地區的117 系從 6 節列車改為 4 節列車，. 此時，川崎重工製造了兩組0番台4節編組列車（McM'TTc'），以彌補車輛的不足。 民營化後由JR東海接管，由於後續生產改為5000番台，也就是後述的橫向長座車，JR東海擁有的211系中只有此8節車箱是半對向式座位車。 另外，Kumoha 211 0番台只有這兩節。

### 1000 / 3000番台（寒冷地區規格車）
以0.2000番台為基礎，兼顧東北本線(1990年後稱作宇都宮線)和高崎線的使用，作為115系非空調車的替代品登場的車廂。1000系列是半對向式座位車，3000系列是橫向長座車。商業運作開始於1986年2月18日，早於上述0 / 2000系列。

### 5000 / 6000番台
JR東海成立後1988登場，直到1991為止，Kumoha 211型 77輛（5000番台48輛，5600番台20輛，6000番台9輛），Moha210型 68輛、Kuha 210型 77輛（5000番台57輛、5300番台20輛）、Saha 211型20輛，共計製造了242輛。
不像2M3T的JR東日本的0 / 2000系列，此番台是以4節車廂（McM'TTc' = 2M2T）或3節車廂（McM'Tc' = 2M1T）為基礎。電動車比率非常高的編成。

## 所屬車輛基地及服務路線
- 以下被標上「※」的為過去服務路線或試車路線。
- 以下顯示的顏色方格■代表車體彩帶被塗上的顏色。

### JR東日本所屬車輛
- 以下為截至2022年3月31日的資料

#### 高崎車輛中心
- 車體（彩帶）顏色：湘南色■、■
- 所屬車輛數：130
  - 22列3000番台4輛（2M2T）A編組（編號：A3、9、10、25－28、30 - 34、36、37、51、52、56 - 61）
  - 7列3000番台6輛（2M1T）C編組（編號：C2、4、6、8、13、15、17）
- 服務路線：
  - 兩毛線
  - 吾妻線
  - 信越本線（高崎－橫川）
  - 上越線（高崎－水上）
  - ※湘南新宿線自開設起至2004年10月15日期間曾使用211系，故列車曾行駛至東海道本線小田原和橫須賀線逗子。
- 過去運用方式：
  - C編組的10輛編組及C編組串聯A/B編組的15輛編組
    - 主要行駛高崎線、上越線的高崎－新前橋、兩毛線新前橋－前橋及宇都宮線上野－宇都宮的普通、快速及通勤快速列車班次。但是，15輛編組的班次最遠只會以高崎線的籠原（從深谷開出的列車除外）及宇都宮線的宇都宮為終點站。

  - A和B編組單獨行駛
    - 主要行駛宇都宮線的小金井－黑磯（主要是宇都宮－黑磯，部分列車為2列5輛編組串聯行駛）、信越本線的高崎－橫川、上越線高崎－新前橋及兩毛線全線。

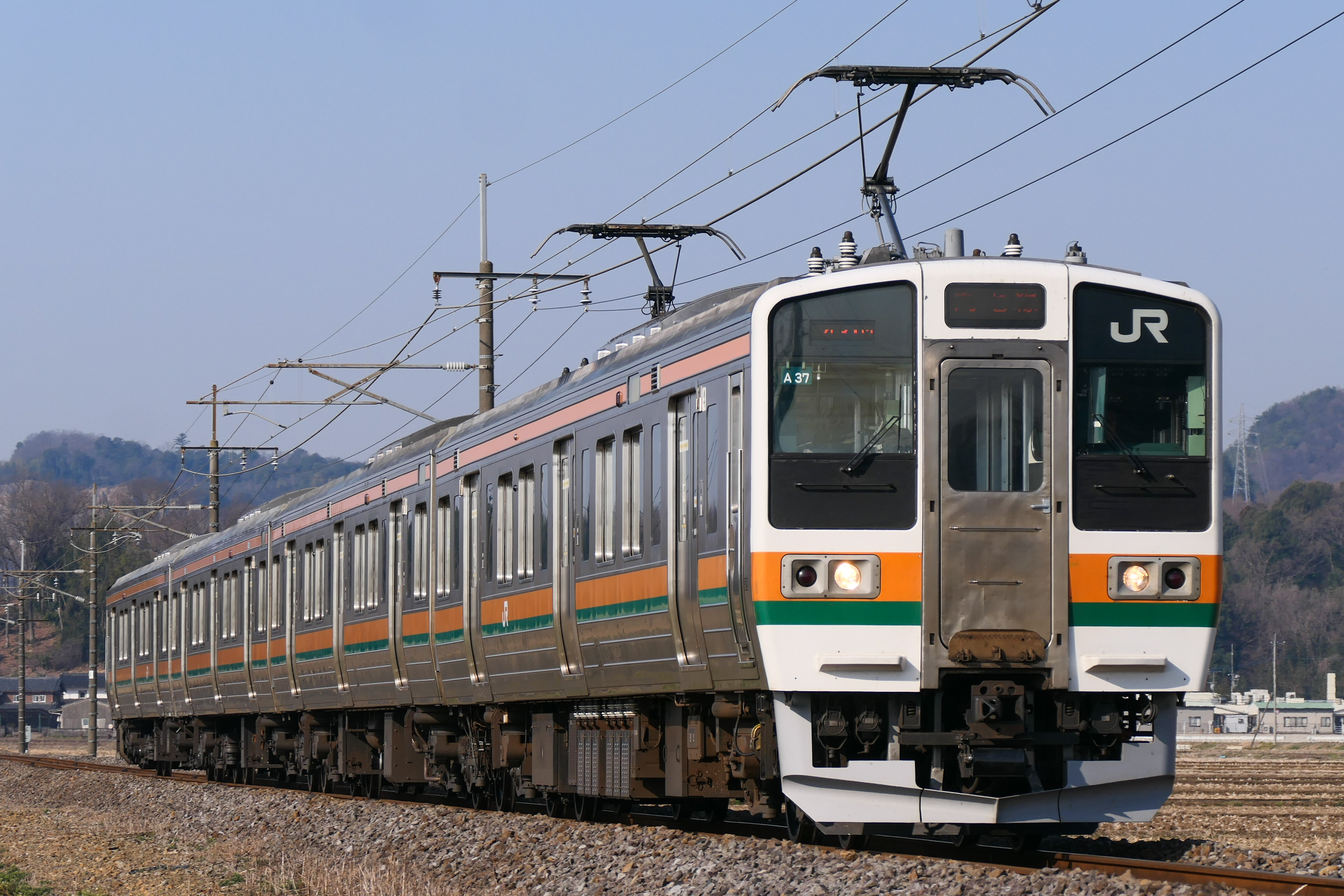
A37編組，以雙集電弓行駛。

#### 長野總合車輛中心
- 車體（彩帶）顏色：長野色■、■
- 所屬車輛數：192
  - 6列0番台6輛(4M2T)編組（編號：N601－606）
  - 11列1000番台3輛(2M1T)編組（編號：N317－327）
  - 8列2000番台6輛(4M2T)編組（編號：N607－614）
  - 25列3000番台3輛(2M1T)編組（編號：N301－316、331－339）
- 服務路線：
  - 信越本線（篠之井－長野）
  - 篠之井線
  - 中央本線（立川－鹽尻－中津川）
  - 大糸線（松本－信濃大町）
  - 飯田線（飯田－辰野）
  - 富士急行線
- 運用方式：

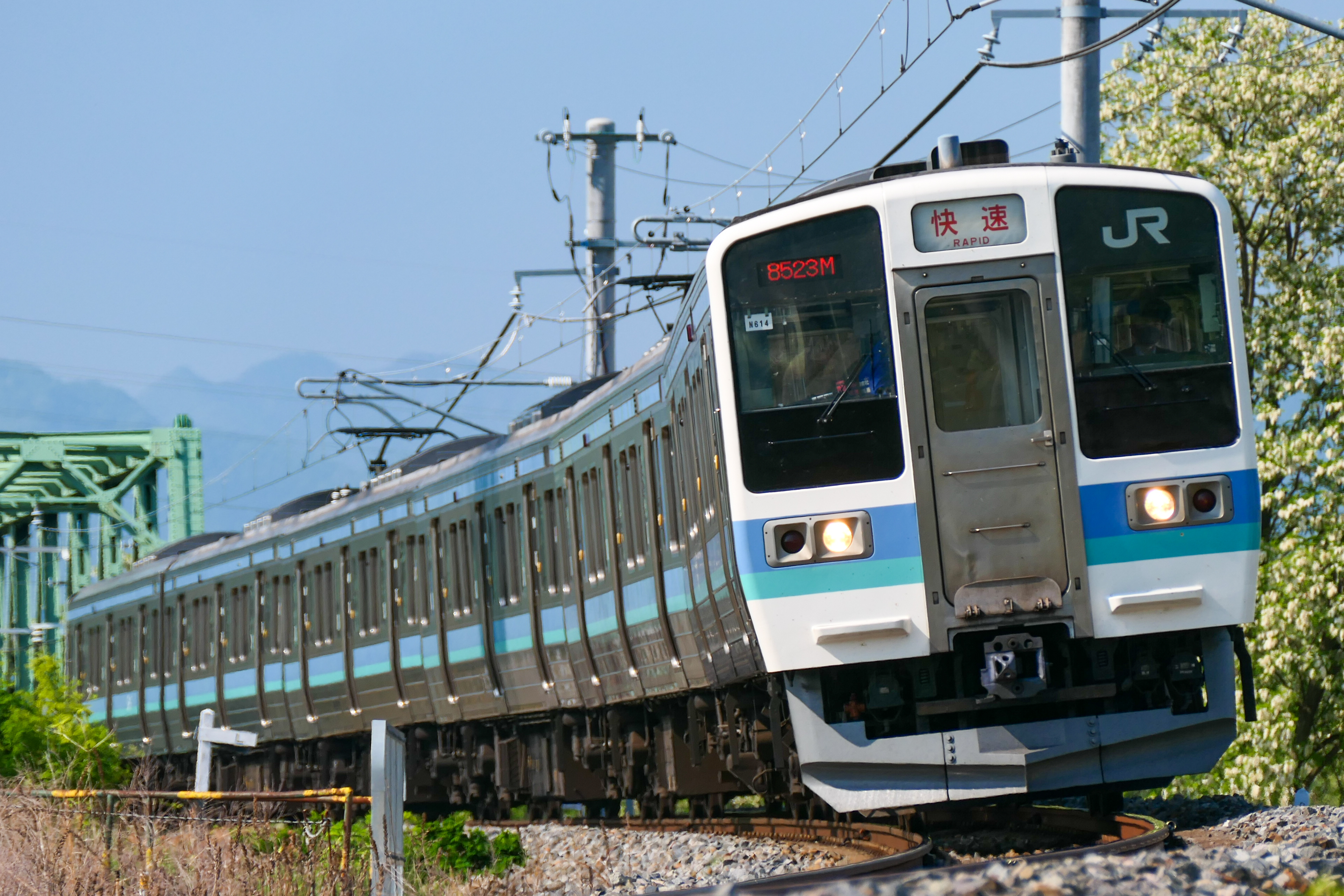
211系N614編號，長野色。

### JR東海所屬車輛
JR東海2022年起引入315系，以替換本型號列車，預料2025年度全部替換完成。

#### 神領車輛區
- 車體（彩帶）顏色：湘南色■、■（0番台於1988年前為藍色■、白色□、藍色■，現在為湘南色 ■、■）
- 所屬車輛數：131
  - 0列0番台4輛編組
  - 20列5000番台4輛編組（編號：K1-K20）
    - 5000番台每列編組均配置一輛附有洗手間的5300番台車輛
    - K3-K11編組均配置適合於狹小隧道內行駛的5600番台車輛

  - 17列5000番台3輛編組（編號：K101-K117）
    - 每列編組均配置一輛附有洗手間的210型車輛
- 服務路線：
  - 中央本線（名古屋－中津川、南木曾）
  - 關西本線（名古屋－龜山）
  - 愛知環狀鐵道線（高藏寺－岡崎）
  - ※在2005年日本國際博覽會（愛·地球博）期間，211系曾被改編為10輛編組，並以「博覽會接駁號」（エキスポシャトル）的名義行駛至愛知環狀鐵道線的萬博八草（現稱八草）。
- 運用方式：
  - 串聯4輛編組和3輛編組
    - 早上繁忙時間時會將兩列或以上的列車串聯，以6／7／8／10輛編組行駛中央本線名古屋和中津川之間的普通和快速班次。除了和同系列車輛串聯行駛外，也會跟313系（7／10輛編組）和213系5000番台（6輛編組）串聯行駛。

  - 4輛編組單獨行駛
    - 在上述繁忙時間以外，中央本線名古屋和中津川之間均以4輛編組行駛。此外，中津川與南木曾之間只使用K3-K11的4輛編組行駛。
    - 愛知環狀鐵道線在2005年日本國際博覽會後接收了部分列車行駛該路線高藏寺至岡崎的普通列車班次。
    - 2007年3月18日訂正時間表後，部分中央本線的班次改為使用313系。

  - 3輛編組單獨行駛
    - 在早上繁忙時間服務關西本線名古屋至龜山，通常與213系5000番台串聯行駛。

  - 替班列車
    - 初期因為313系1000番台的後備列車不足，故也以211系作為後備列車。當211系的後備列車不足的時候，則會把4輛編組中的211型車輛解聯，以3輛的編組行駛。「博覽會接駁號」服務時出現的3輛編組不足情況，也是使用同樣方法解決。

#### 靜岡車輛區
截至2022年3月31日 
- 車體（彩帶）顏色：湘南色■、■
- 所屬車輛數：99
  - 16列5000番台3輛編組（編號：LL1-LL20）
    - LL編組均調動自大垣車輛區。

  - 11列5000番台3輛編組（編號：SS1-SS11）
    - SS編組均配置適合於狹小隧道內行駛的5600番台車輛

  - 9列5000番台2輛編組（編號：GG1-GG9）
    - 每列均由6000番台車輛（獨立動車型）提供動力。
- 服務路線：
  - 東海道本線（熱海－豐橋）
  - 御殿場線（國府津－沼津）

### JR西日本所屬車輛
雖然西日本旅客鐵道（JR 西日本）沒有從日本國鐵繼承任何211系車輛，但亦為行樂列車“Super Saloon 夢路 (スーパーサルーンゆめじ)”引進了兩輛 211 系車廂。 
“夢路”是1988年4月10日的本四備讃線茶屋町站～宇多津站區間（本四備讃線、宇野線岡山站～茶屋町站區間及予讃線宇多津站～高松區區間統稱為瀨戶大橋線。）開通時新製造的。這是與快速“Marine Liner”的綠色車廂 Kuro 212 相同構造的 3 節車廂列車。車身腰帶是粉紅色■和藍色■，並組成3節車廂的火車（但是，Kuro 212-1001被歸類為213系列）。

## 外部連結
- JR東日本車輛圖鑑－211系 （页面存档备份，存于）（日語）
- JR東海車輛圖鑑－211系（日語）